# غل فرج
غل‌ فرج هي قرية في مقاطعة جلفا، إيران. عدد سكان هذه القرية هو 83 في سنة 2006.